# Pavol Steiner
Pavol Steiner (29. března 1908 Pressburg – 4. června 1969 Sliač-kúpele) byl československý chirurg židovského původu, průkopník kardiochirurgie na Slovensku a bývalý sportovní plavec a pólista, účastník olympijských her 1928.
Závodnímu plavání a vodnímu pólu se věnoval od roku 1923 v maďarském sportovním klubu PTE Bratislava (Polgari Torna Egyesület) v Bratislavě. V roce 1926 studoval v Praze medicínu, ale po roce studia přestoupil na univerzitu do Vídně aby mohl trénovat vodní pólo s týmem PTE. V roce 1927 vybojoval s PTE mistrovský titul. Útok Steiner–Schmuck–Kroc byla postrachem obran a oporou reprezentace. Na mistrovství Evropy v italské Bologni v roce 1927 a na 100 m volný způsob nepostoupil z rozplaveb do finále, startoval také ve vodním pólu. V roce 1928 reprezentoval Československo na olympijských hrách v Amsterdamu ve vodním pólu jako zástupce slovenského sportu.
Od roku 1928 začal zlepšovat techniku plavání kraul. Inspirací mu byl fenomenální Švéd Arne Borg. Borgův kraul vycházel z metodiky vyvinutou Američanem Williamem Bachrachem. – Borg techniku pochytil během svého dvouletého (1926-27) působení ve Spojených státech jako člen týmu Illinois Athletic Club a jako jeden z prvních plavců na světe byl schopen uplavat kraulem celou trať 1500 m.
Od zimního semestru 1929 dostal dvouleté sportovní stipendium na Pařížské univerzitě (Sorbonna). V Paříži dále piloval kraulovou techniku s Maďarem Istvánem Báránym jako sparringpartner. Výsledkem této spolupráce bylo v srpnu 1931 třetí místo na mistrovství Evropy v Paříži na 100 m volný způsob (Bárány zvítězil). Po návratu do Bratislavy přestoupil z PTE Bratislava do židovského plaveckého klubu Barch Kochba Bratislava. Za tímto přestupem měl být rostoucí antisemitismus v PTE.
V Bratislavě dokončil v roce 1932 studium medicíny a současně i filosofie na Univerzitě Komenského. V červenci vyhrál prestižní podnik Grand Prix de Paris na 100 m volný způsob. Na olympijských hrách v Los Angeles však kvůli omezenému rozpočtu Československého olympijského výboru nestartoval. Na podzim nastoupil na povinnou roční vojenskou službu do Prahy. V Praze se připravoval s židovským klubem ŽSK Hagibor Praha.
Od roku 1933 jeho další sportovní kariéru ovlivnil vzestup nacistického Německa a jejich diskriminace židovského obyvatelstva. Jako člen židovského sportovního klubu bojkotoval mistrovství Evropy v plavání v Magdeburgu v roce 1934 a v roce 1936 olympijské hry v Berlíně. Jako kompenzaci bral účast na Makabejských hrách v roce 1932 a 1935 a získal dohromady 6 vítězství.
Od roku 1936 se vedle zaměstnání, pracoval jako chirurg na klinice profesora Kostlivého, věnoval trenérské práci. Jeho svěřenci z Bar Kochby patřili k nejlepším plavcům v Československu. V roce 1938 však činnost klubu skončila se všeobecnou mobilizací a nebyla již obnovena – Slovenský štát vydal v roce 1939 směrnici, ve které zakázal činnost židovským spolkům. Ještě před slovenským převratem se mu povedlo z Bratislavy odcestovat, čím si s velkou pravděpodobností zachránil život. V lednu 1939 za podpory svých týmových kolegů odjel do Londýna, kde až do konce druhé světové války pracoval po nostrifikaci lékařského diplomu jako chirurg. Byl členem královské chirurgické společnosti (Royal Colleges of Surgeons).
V roce 1945 se vrátil do Československa. Po půl roce na chirurgické klinice v Košicích nastoupil jako primář chirurgické kliniky v Martině. V Martině se stal specialistou na endokrinní systém, plíce a srdce. A díky své manželce Magdě se zabýval i jejím oborem anesteziologií a resuscitací. S rodinou žil v nedaleké Žilině, kde v roce 1963 otevřeli první krytý bazén v Československu s olympijskými parametry 50×25m.
V roce 1953 operoval jako první na Slovensku srdeční vadu – mitrální stenóza. V roce 1956 za svůj přínos medicíně obdržel od ministerstva zdravotnictví Josef Plojhar cenu Jana Evangelisty Purkyně.
Od roku 1957 byl vedoucím chirurgické katedry Univerzity Komenského a od roku 1962 jeho detašovaného pracoviště Jesseniovy lékařské fakulty v Martině. V roce 1961 obhájil habilitační práci a získal docenturu. V roce 1968 jako první na Slovensku operoval embolektomii na plicní tepně. V roce 1969 byl jmenován univerzitním profesorem. Jeho první studie byla z roku 1937 "Duševné posobenie na pacienta pred operáciou a počas chirurgického zákroku. V dalších pracích se věnoval cévnímu oběhu, plicím a srdci. Publikoval přes 70 článků, 50 odborných přednášek a knižně vydal 4 odborná díla. Jeho nejvýznamnější odbornou publikací byla "Předoperačná a pooperačná starostlivost a klinická fyziológia pre chirurgov".
Jako specialistu na srdeční onemocnění ho paradoxně v roce 1961, krátce po své docentuře, postihl masivní infarkt. Jak uvedl jeho kolega lékař Vladimír Galanda příčinou nebyl aktivní sportovní život, ale nervové opotřebení z let minulých. Obzvlášť věznění jeho otce. Po rekonvalescenci již nesměl aktivně sportovat. To porušil během anesteziologického sympozia v Sliači v červnu 1969. Šel si zaplavat do místních lázní. Ve vodě ho postihl další infarkt, po kterém zemřel v 61 letech.
```
"Sport mne naučil, jak žít."
[
12
]
```

Na jeho počest se v Martině pořádá sympozium "Šteinerov chirurgický deň".